# Jeff Payne
Jeff Payne, född 25 september 1938, är en friidrottare från Bermuda. Han deltog vid olympiska sommarspelen 1968.